# Сухоненко, Дмитрий Иосифович
Дмитрий Иосифович Сухоненко (7 ноября 1903 — 2 января 1954) — командир роты 1116-го стрелкового полка 333-й стрелковой дивизии 6-й армии 3-го Украинского фронта, лейтенант. Герой Советского Союза.

## Биография
Родился 25 октября 1903 года в городе Николаеве, областном центре одноимённой области Украины. Украинец. В 1933 году окончил Высшую школу профсоюзного движения, в 1941 году — курсы усовершенствования командного состава запаса. Член ВКП(б)/КПСС с 1932 года.
В июне 1941 года призван в ряды Красной Армии и направлен в действующую армию. Воевал на 3-м Украинском фронте.
26 ноября 1943 года командир роты 1116-го стрелкового полка лейтенант Д. И. Сухоненко в числе первых преодолел Днепр в районе села Каневское Запорожского района Запорожской области. Рота захватила плацдарм, отразила несколько контратак противника. Был ранен, но не покинул поля боя.
Указом Президиума Верховного Совета СССР от 22 февраля 1944 года за мужество и героизм, проявленные при форсировании Днепра и удержании плацдарма на его правом берегу лейтенанту Дмитрию Иосифовичу Сухоненко присвоено звание Героя Советского Союза с вручением ордена Ленина и медали «Золотая Звезда».
После окончания Великой Отечественной войны — военком Баштанского райвоенкомата Николаевской области. С 1949 года капитан Д. И. Сухоненко — в запасе. Работал начальником снабжения гидромелиоративной конторы в Николаеве. Скончался 2 января 1954 года. Похоронен в городе Николаев в Городском некрополе.
Награждён орденом Ленина, медалями.
В Николаеве в память о Герое установлена мемориальная доска.